# Feydhoofinolhu
Feydhoofinolhu est une île des Maldives située dans l'atoll Malé Nord, dans la subdivision de Kaafu. Elle est dédiée aux camps de vacances pour écoliers et aux mouvements de jeunesse.

## Géographie
Feydhoofinolhu est située dans le centre des Maldives, dans le Sud-Est de l'atoll Malé Nord, dans la subdivision de Kaafu. Elle se situe à proximité de l'aéroport et de Malé.